# Корнелія Лістер
Корнелія Лістер (швед. Cornelia Lister; нар. 26 травня 1994) — шведська тенісистка, що спеціалізується в основному на парній грі.
Граючи за Швецію в Fed Cup, Лістер має у своєму активі сім перемог при семи поразках. 

## Фінали турнірів WTA

### Пари: 1 титул
| Результат | №   | Дата     | Турнір                                      | Поверхня | Партнерка       | Супротивниці                  | Рахунок       |
| --------- | --- | -------- | ------------------------------------------- | -------- | --------------- | ----------------------------- | ------------- |
| Перемога  | 1–0 | Лип 2019 | Internazionali Femminili di Palermo, Італія | Ґрунт    | Рената Ворачова | Екатеріне Горгодзе Аранча Рус | 7–6(7–2), 6–2 |

## Зовнішні посилання
- Досьє на сайті WTA [Архівовано 21 червня 2019 у Wayback Machine.]